# Denis Leary
Denis Leary, född 18 augusti 1957 i Worcester, Massachusetts, är en amerikansk skådespelare, ståuppkomiker, författare och producent.

## Biografi
Denis Leary gick i Emerson College i Boston. Han har irländskt påbrå och ironiserar ofta om irländsk kultur.
Denis Leary slog igenom 1992, med den kritikerhyllade ståuppshowen No Cure for Cancer. Efter den succén medverkade Leary i filmer med Hollywood-stjärnor som till exempel Robert de Niro, Christopher Walken, Sylvester Stallone och Elizabeth Hurley. 
1997 kom uppföljaren till No Cure for Cancer, och hette Lock 'N Load. Även denna show blev en succé, och handlade om allt från musik och kläder till familjeliv och 7-Eleven-butiker. I Lock 'N Load driver Leary mycket med sin religion (katolicismen) och dekoren efterliknar insidan av en kyrka.
I början på 2000-talet hade det dock börjat gå utför med karriären, och kriminalkomediserien The Job (2001) fick undermåliga tittarsiffror och lades ner efter två säsonger. Men Leary kom tillbaka från svackan och skapade Rescue Me tillsammans med manusförfattare och regissören Peter Tolan. Serien började spelas in och sändas i USA 2004. Rescue Me blev en stor succé och fick snabbt mycket tittare i USA. Kritiken var i mångt och mycket positiv från såväl recensenter som tv-tittare.

## Filmografi (i urval)
- 1992 – No Cure for Cancer (TV-film, även manus)
- 1993 – Laddat vapen
- 1993 – Scottys sommar
- 1993 – Demolition Man
- 1994 – Absolut gisslan
- 1996 – Stolen Hearts
- 1997 – Suicide Kings
- 1997 – Wag the Dog
- 1998 – Wide Awake
- 1998 – Små soldater
- 1998 – Ett småkryps liv (röst)
- 1999 – Ögonblicket före tystnaden
- 1999 – Äventyraren Thomas Crown
- 2001–2002 – The Job (TV-serie) (även manus och produktion)
- 2002 – Ice Age (röst)
- 2004–2011 – Rescue Me (TV-serie) (även manus och produktion)
- 2006 – Ice Age 2 (röst)
- 2008 – Simpsons, avsnitt Lost Verizon (gäströst i TV-serie)
- 2009 – Ice Age 3: Det våras för dinosaurierna (röst)
- 2012 – The Amazing Spider-Man
- 2012 – Ice Age 4 - Jorden skakar loss (röst)
- 2014 – Draft Day
- 2014 – The Amazing Spider-Man 2
- 2015–2016 – Sex&Drugs&Rock&Roll (TV-serie) (även produktion)
- 2016 – Ice Age 5: Scratattack (röst)
- 2024 – No Good Deed (TV-serie)